# Emanuel Villa
Emanuel Alejandro Villa (Casilda, 24 de febrero de 1982) es un exfutbolista argentino naturalizado mexicano que jugaba como delantero. Conocido deportivamente como Tito Villa, se encuentra posicionado como el noveno máximo goleador histórico del Cruz Azul con 66 goles en 132 partidos. Actualmente labora como analista en TUDN México, principalmente en programas o partidos de la Liga MX. 

## Trayectoria

#### Primeros años
Jugó dos temporadas en Huracán, disputando 45 partidos y convirtiendo 10 goles. En 2003 fue transferido al Atlético de Rafaela, equipo con el que perdió el partido de promoción contra Huracán de Tres Arroyos al finalizar la Temporada 2003-04. Disputó con el club 22 partidos y convirtió 10 goles. Tras el descenso con Atlético de Rafaela, Emanuel regresa a jugar a Primera División, en esta ocasión con Rosario Central. Disputó dos temporadas en el equipo Canalla, jugando 45 partidos y convirtiendo 18 goles. En 2006 es transferido al Atlas de la Primera División de México. Convirtió 15 goles en 31 partidos. Posteriormente ficha por Estudiantes Tecos de México, para el Clausura 2007; marcó 13 goles en 37 partidos.

#### Derby County
Emanuel firma en la Premier League por el Derby County el 4 de enero de 2008 por 5.2 millones de dólares. Firmó un contrato por tres años y medio. Debutó con una derrota por 1-0 ante el Wigan Athletic. Marcó su primer gol el 2 de febrero de 2008, con un empate de último minuto de un centro de Dean Leacock, en un empate 1–1 ante Birmingham City. Sus primeros goles en casa llegaron en un empate 2–2 con Fulham el 29 de marzo de 2008. 
El primer gol de Villa en la temporada 08/09 fue contra QPR como sustituto en una victoria por 2-0. El domingo 2 de noviembre de 2008, Villa anotó un autogol contra el Nottingham Forest, pero exactamente 10 minutos 12 segundos más tarde Villa volvió a marcar, esta vez en la meta correcta, el juego terminó 1-1. Dos días después, Villa anotó su primer hat-trick para Derby; en un juego de la Copa de la Liga contra Brighton, convirtiéndose en el tercer jugador en 10 años en marcar tres goles en un juego para Derby. En la cuarta ronda de la Copa de la Liga volvió a marcar para reclamar su sexto gol de la temporada esta vez contra el Leeds United. Derby ganó el partido 2–1 para reservarse en los cuartos de final de la competencia. A pesar de esto, Villa no pudo tener un puesto regular en la alineación del condado de Derby y, después de que Paul Jewell fue reemplazado por Nigel Clough, se lo consideró excedente de los requisitos y reveló su deseo de regresar a México debido a la nostalgia de su esposa. Dejó Derby por 4.4 millones de dólares. Hizo 53 apariciones y anotó 9 goles para The Rams.

#### Cruz Azul
El 2 de julio de 2009 firmó un contrato por 2 años y medio el Cruz Azul de México, que llegó a un acuerdo con el Derby County para ceder el pase internacional de Villa.
Villa disfrutó de un exitoso comienzo de su carrera Cruz Azul, sus primeros goles del Apertura 2009  llegaron en la victoria por 3-0 ante Universidad  y un doblete en la victoria por 2-0 sobre el Monterrey. Su primer gol en la Liga de Campeones de la Concacaf 2009-10 fue una victoria por 6-2 ante Herdiano.
Tito anotó cuatro goles el 19 de septiembre de 2009, en un juego en que La Máquina se impuso 4–2 ante San Luis. Esta fue la primera vez que marcó más de tres goles en un juego, los primeros tres fueron para Derby County en un partido de la Copa de la Liga. En ese mismo Apertura 2009 se proclamó campeón de goleo con Cruz Azul anotando 17 goles en 17 fechas. En el torneo Bicentenario 2010 anotó sólo 6 goles y no fue sino hasta la jornada 8 cuando marcó su primero gol; ese torneo Cruz Azul no logró calificarse a la liguilla. En el Apertura 2010, Villa anotaría solo 5 goles, pero su equipo terminaría perdiendo en cuartos de final contra el club Universidad por marcador global de 3-2. En el Clausura 2011 volvió marcando 10 goles pero su equipo cayó en semifinales contra el Morelia 3-2.
En julio de 2011, Emanuel se convirtió en el décimo máximo goleador del Cruz Azul de todos los tiempos, con más de 51 goles para el equipo.
Para el Apertura 2011 tuvo un torneo irregular, pero aun así terminó como máximo goleador del equipo. Este último (Cruz Azul) mostró gran dificultad para anotar goles, en cambio fue la segunda mejor defensa. Ya en el Clausura 2012 inició el torneo muy bien ya que anotó 4 goles en 4 juegos, causando polémica al anotar uno con la mano en la Jornada 4 contra el Atlante. Aunque el gol fue válido, se le suspendió un partido y tuvo una multa de $50.000.
En junio del 2012 abandonó el Cruz Azul tras no llegar a un acuerdo con la directiva de renovación de contrato. Anotó 66 goles en torneos oficiales para ser el noveno máximo goleador en la historia del club. 

#### Universidad Nacional
El 24 de mayo de 2012, se convierte en el refuerzo del Club Universidad donde jugó 14 partidos y anotó 3 goles.
Su estancia se caracterizó por una baja de juego que, aunado al mal paso del equipo, lo llevó a la banca. Su salida se debió a la inconformidad con dicha situación.

#### Tigres
El 15 de noviembre de 2012, después de una mala temporada con Pumas, firmó con Tigres. El 5 de enero de 2013, Villa hizo su debut oficial en la liga con Tigres contra Chiapas anotando un hat trick en el Estadio Universitario. El 19 de enero de 2013, Villa marcó el gol para la victoria de 1-0 de Tigres sobre el Atlas de Guadalajara. Villa anotó un gol y dio una asistencia a Danilinho para el segundo gol en la victoria de 2-0 de Tigres sobre Querétaro en el Estadio Corregidora el 26 de enero de 2013. El 10 de febrero de 2013, Villa anotó un gol contra Toluca para la victoria de 4–1, en el Estadio Nemesio Díez. El 23 de febrero de 2013, Villa anotó por primera vez en su carrera contra su antiguo equipo Cruz Azul . Marcó los dos goles de la victoria de 2–1, en el Estadio Azul. El 28 de febrero de 2013, mientras entrenaba, Villa sufrió una tensión en la pantorrilla izquierda . Se perdió cinco juegos. El 14 de abril de 2013, anotó una vez más contra un exequipo, esta vez a Pumas UNAM en el Estadio Olímpico Universitario en la derrota de Tigres por 2-1. El 18 de septiembre de 2013, marcó un gol contra Santos Laguna en la Copa México en el Estadio Universitario por la victoria 3-0 de Tigres. El 2 de octubre de 2013, Villa marcó un gol contra el archirrival Monterrey para el empate 2-2 en los cuartos de final de la Copa MX jugados en el Estadio Tecnológico. Para finales del 2013 antes de comenzar el Clausura 2014 no fue registrado en Tigres, las palabras emitidas por Miguel Ángel Garza, Delegado Deportivo del club argumentó que "No se encontraba bien en la cuestión física" aunque más adelante se supo que el tema era psicológico, por lo que fue sometido a terapias. A mediados de mayo de 2014, Villa informó que estaba listo para el torneo Apertura 2014. Marcó un gol contra el León en la victoria de Tigres por 4-2 en el Estadio Universitario el 26 de julio de 2014, en el segundo partido de la temporada regular de la liga. Villa participó anotando el tercer gol de una victoria 5-1 sobre Monarcas Morelia en el Estadio Morelos, en un cruce de Darío Burbano en un partido de liga el 22 de agosto de 2014.

#### Querétaro y retiro
El 29 de diciembre de 2014, Querétaro anunció que llegaron a un acuerdo con el jugador para firmarlo en un contrato de dos años con la opción de uno más al final de la perspectiva. Con los Gallos Blancos disputó los torneos Clausura 2015, Apertura 2015 y Clausura 2016. Anotando 20 goles en liga y 6 goles en la Liga de Campeones. Se convirtió el máximo anotador del Apertura 2015, con 13 tantos, compartiendo el título con Mauro Boselli del León. Anotó su primer Hat-trick frente a su anterior equipo Cruz Azul en la Jornada 6 del Apertura 2015. Al igual que marcó 5 goles frente al Hankook Verdes de Belice en la goleada 8-0 en la fase de grupos de la Liga de Campeones de la Concacaf. El 29 de julio de 2016 se convierte en el goleador Histórico del Querétaro. Se marchó del equipo con los únicos dos títulos de su carrera, la Copa México Apertura 2016 y la Supercopa de México 2016-17.
El 14 de diciembre de 2017, Celaya anunció la llegada de Villa al equipo. Con el conjunto cajetero disputó  11 partidos en el ascenso y anotó un gol. El 18 de abril de 2018 anunció su retiro de las canchas después de 17 años de carrera, disputando 528 partidos y anotando 194 goles.

## Clubes y estadísticas

#### Estadísticas
| Club                                     | Temporada           | Liga  | Liga  | Copas Nacionales | Copas Nacionales | Copa Internacionales | Copa Internacionales | Total | Total |
| Club                                     | Temporada           | Part. | Goles | Part.            | Goles            | Part.                | Goles                | Part. | Goles |
| ---------------------------------------- | ------------------- | ----- | ----- | ---------------- | ---------------- | -------------------- | -------------------- | ----- | ----- |
| C. A. Huracán Argentina                  | 2001/02             | 19    | 7     | -                | -                | -                    | -                    | 19    | 7     |
| C. A. Huracán Argentina                  | 2002/03             | 26    | 3     | -                | -                | -                    | -                    | 26    | 3     |
| C. A. Huracán Argentina                  | Total               | 45    | 10    | -                | -                | -                    | -                    | 45    | 10    |
| A. M. S. y D. Atlético Rafaela Argentina | 2003/04             | 22    | 10    | -                | -                | -                    | -                    | 22    | 10    |
| A. M. S. y D. Atlético Rafaela Argentina | Total               | 22    | 10    | -                | -                | -                    | -                    | 22    | 10    |
| C. A. Rosario Central Argentina          | 2004/05             | 32    | 14    | -                | -                | -                    | -                    | 32    | 14    |
| C. A. Rosario Central Argentina          | 2005                | 10    | 4     | -                | -                | 3                    | 0                    | 13    | 4     |
| C. A. Rosario Central Argentina          | Total               | 42    | 18    | -                | -                | 3                    | 0                    | 45    | 18    |
| Atlas F. C. · México                     | 2006                | 31    | 15    | -                | -                | -                    | -                    | 31    | 15    |
| Atlas F. C. · México                     | Total               | 31    | 15    | -                | -                | -                    | -                    | 31    | 15    |
| Tecos F. C. · México                     | 2007                | 34    | 13    | 3                | 0                | -                    | -                    | 37    | 13    |
| Tecos F. C. · México                     | Total               | 34    | 13    | 3                | 0                | -                    | -                    | 37    | 13    |
| Derby County F. C. Inglaterra            | 2007/08             | 16    | 3     | 1                | 0                | -                    | -                    | 17    | 3     |
| Derby County F. C. Inglaterra            | 2008/09             | 30    | 2     | 6                | 4                | -                    | -                    | 36    | 6     |
| Derby County F. C. Inglaterra            | Total               | 46    | 5     | 7                | 4                | -                    | -                    | 53    | 9     |
| Cruz Azul · México                       | 2009/10             | 39    | 25    | -                | -                | 9                    | 3                    | 48    | 28    |
| Cruz Azul · México                       | 2010/11             | 40    | 15    | -                | -                | 9                    | 8                    | 49    | 23    |
| Cruz Azul · México                       | 2011/12             | 28    | 14    | -                | -                | 7                    | 1                    | 35    | 15    |
| Cruz Azul · México                       | Total               | 107   | 54    | -                | -                | 25                   | 12                   | 132   | 66    |
| C. Universidad · México                  | 2012                | 13    | 3     | 1                | 0                | -                    | -                    | 14    | 3     |
| C. Universidad · México                  | Total               | 13    | 3     | 1                | 0                | -                    | -                    | 14    | 3     |
| Tigres U. A. N. L. · México              | 2013                | 14    | 9     | -                | -                | -                    | -                    | 14    | 9     |
| Tigres U. A. N. L. · México              | 2013/14             | 11    | 0     | 3                | 2                | -                    | -                    | 14    | 2     |
| Tigres U. A. N. L. · México              | 2014                | 17    | 2     | 1                | 0                | -                    | -                    | 18    | 2     |
| Tigres U. A. N. L. · México              | Total               | 42    | 11    | 4                | 2                | -                    | -                    | 46    | 13    |
| Querétaro F. C. · México                 | 2015                | 20    | 5     | 4                | 0                | -                    | -                    | 24    | 5     |
| Querétaro F. C. · México                 | 2015-16             | 28    | 16    | -                | -                | 6                    | 6                    | 34    | 22    |
| Querétaro F. C. · México                 | 2016-17             | 25    | 6     | 4                | 2                | -                    | -                    | 29    | 8     |
| Querétaro F. C. · México                 | 2017                | 5     | 1     | 3                | 1                | -                    | -                    | 8     | 2     |
| Querétaro F. C. · México                 | Total               | 78    | 28    | 11               | 3                | 6                    | 6                    | 95    | 37    |
| Celaya F. C. · México                    | 2018                | 11    | 1     | 0                | 0                | -                    | -                    | 11    | 1     |
| Celaya F. C. · México                    | Total               | 11    | 1     | 0                | 0                | -                    | -                    | 11    | 1     |
| Total en su carrera                      | Total en su carrera | 471   | 168   | 26               | 9                | 34                   | 18                   | 531   | 195   |

## Palmarés

### Campeonatos nacionales
| Título              | Club                  | Sede   | Año     |
| ------------------- | --------------------- | ------ | ------- |
| Copa México         | Querétaro Fútbol Club | México | 2016    |
| Supercopa de México | Querétaro Fútbol Club | México | 2016-17 |

### Distinciones individuales
| Distinción                                                 | Año     |
| ---------------------------------------------------------- | ------- |
| Máximo goleador del Torneo Apertura (17 goles)             | 2009    |
| Máximo goleador del Torneo Apertura (13 goles)             | 2015    |
| Once Ideal de la Liga MX Apertura 2015                     | 2015    |
| Máximo goleador de la Liga de Campeones CONCACAF (6 goles) | 2015-16 |
| Goleador Histórico del Querétaro                           | 2016-17 |